# Roberts Mamčics
Roberts Mamčics, född 6 april 1995 i Liepāja, är en lettisk professionell ishockeyspelare som spelar för HC Energie Karlovy Vary i Extraliga. Han inledde sin seniorkarriär 2015 då han representerade den norska klubben Hasle-Løren Idrettslag under två säsonger. Han återvände till hemlandet 2017 och spelade då för moderklubben HK Liepājas Metalurgs. Han varvade spel i moderklubben med spel för Dinamo Riga i KHL under ett antal säsonger.
Säsongen 2021/22 representerade han fyra olika klubbar; Dinamo Riga, HK Zemgale/LBTU, tjeckiska PSG Zlín samt Linköping HC i Svenska Hockeyligan. Sedan 2022 har Mamčics spelat i Extraliga. De två första säsongerna tillbringade han med HC Nové Zámky och sedan 2024 tillhör han HC Energie Karlovy Vary.
På landslagsnivå har Mamčics representerat Lettland vid OS i Peking 2022 och deltagit vid VM fyra år i rad, 2022–2025, där han 2023 tog brons.

## Karriär

### Klubblag

#### 2011–2017: Början av karriären
Mamčics inledde sin ishockeykarriär i moderklubben HK Liepājas Metalurgs. Säsongen 2010/11 vann han inhemskt guld med klubbens U18-lag. Säsongen därpå spelade han med seniorlaget i den lettiska högstaligan Latvian Hockey Higher League. Han vann lettiskt guld denna säsong och spelade 34 matcher i grundserien (fem mål, en assist). I slutspelet noterades han för ett mål och en assist på tio spelade matcher. Säsongen 2012/13 kombinerade Mamčics spel LHHL och MHL B, Rysslands andradivision i juniorishockey. Han tillbringade större delen av säsongen i MHL B.
Mamčics spelade ytterligare två hela säsonger i MHL B; först för Sputnik Almetievsk och MHK Zelenograd. Med Almetievsk spelade han 38 grundseriematcher och stod för tolv poäng, varav två mål. I slutspelet var han den back i laget, tillsammans med Alexei Tikhonov, som noterades för flest assistpoäng; på 15 matcher stod han för fyra assist. Med Zelenograd stod Mamčics för 16 poäng på 56 matcher (3 mål, 13 assist). Med 77 minuter var han den back i laget som drog på sig flest utvisningar.
Inför säsongen 2015/16 anslöt Mamčics till den norska klubben Hasle-Løren Idrettslag i den norska andraligan. Laget slutade på fjärde plats i grundserien där han spelade 35 matcher och noterades för tolv poäng, varav ett mål. Han spelade sedan ytterligare en säsong för klubben. I december 2016 blev han utlånad till Lørenskog IK Eliteserien. Han gjorde debut i Eliteserien den 8 december i en 3–4-förlust mot Lillehammer IK. Han spelade sedan ytterligare en match för Lørenskog innan han återvände till Hasle-Løren.

#### 2017–2021: Liepājas Metalurgs och Dinamo Riga

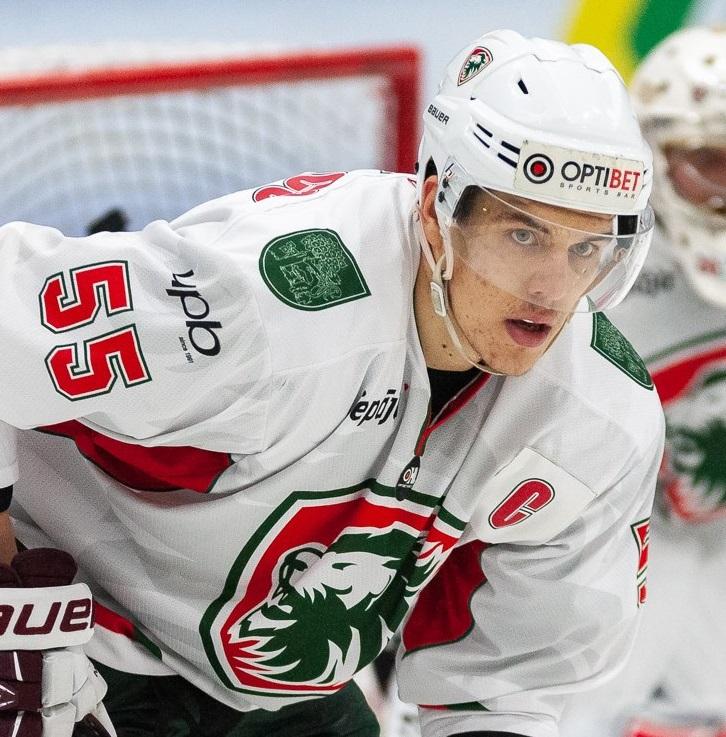
Mamčics med Liepājas Metalurgs.

Den 17 juli 2017 bekräftades det att Mamčics återvänt, och skrivit ett nytt avtal, med moderklubben Liepājas Metalurgs. Han utsågs till assisterande lagkapten och gjorde därefter sin poängmässigt bästa grundserien i karriären. Han slutade på femte plats i lagets interna poängliga med 26 poäng. Med tio mål var han, tillsammans med Martins Oskars Freimanis, lagets målbästa back. Under sommaren 2018, den 28 juni, meddelades det att Mamčics skrivit ett try out-avtal med Dinamo Riga i KHL. En och en halv månad senare bekräftade Riga att man skrivit ett avtal för säsongen med Mamčics. Han spelade ett antal försäsongsmatcher för klubben innan han återvände till Liepājas Metalurgs. Han spelade större delen av säsongen i LHHL där han på 20 grundseriematcher noterades för 25 poäng, varav sju mål. Han spelade totalt tio matcher i KHL; han gjorde debut i ligan den 25 september 2018 i en 2–1-seger mot Jokerit.
Den 12 juli 2019 meddelades det att Riga förlängt avtalet med Mamčics med ytterligare en säsong. Han inledde dock säsongen med spel i moderklubben, för vilka han spelade totalt två matcher. Han spelade sin första match för säsongen i KHL i oktober 2019. Den 30 december samma år gjorde han sitt första KHL-mål, på Danny Taylor, i en 2–0-seger mot HK Dinamo Minsk. Laget slutade näst sist i hela ligan och på 45 spelade matcher noterades Mamčics för två mål och fem assistpoäng.
Mamčics förlängde sitt avtal med Riga med ytterligare en säsong, vilket bekräftades den 28 juli 2020. Han inledde säsongen med att spela fyra matcher för HK Zemgale/LBTU i LHHL, där han stod för lika många assistpoäng. I oktober anslöt han till Riga där han spelade återstoden av säsongen. Riga tog endast 28 poäng på 60 matcher och slutade därmed sist i hela KHL. Mamčics stod för ett mål och fem assist på 43 grundseriematcher. Efter säsongens slut, den 29 april 2021, bekräftades det att han förlängt sitt avtal med klubben med ytterligare en säsong. Efter att ha inlett säsongen 2021/22 som skadad och endast ha spelat två matcher för Riga, meddelades det i oktober 2021 att man i samförstånd sagt upp avtalet med Mamčics.

#### Från 2021: Spel i Extraliga
Den 25 oktober 2021 stod det klart att Mamčics skrivit ett avtal med tjeckiska PSG Zlín i Extraliga. Han spelade endast 24 matcher för klubben innan han lämnade den. Den 16 februari 2022 meddelades det att han skrivit ett avtal för återstoden av säsongen med Linköping HC i SHL. Han gjorde SHL-debut den 22 februari 2022 i en 1–5-förlst mot Växjö Lakers HC och spelade totalt tolv matcher för Linköping. Efter att ha lämnat Sverige bekräftades det den 17 juni 2022 att Mamčics skrivit ett ettårsavtal med HC Nové Zámky i Extraliga. Han missade 16 matcher i inledningen av säsongen på grund av en skada och gjorde comeback i november 2022. Totalt spelade han 34 grundseriematcher och stod för nio assist. Den 4 mars 2023 stod det klart att Mamčics förlängt sitt avtal med Nové Zámky med ytterligare en säsong. Inför säsongen 2023/24 utsågs han till en av lagets assisterande lagkaptener. I en match mot HC Dukla Trenčín stod han för sitt första hattrick som seniorspelare. Han gjorde sin poängmässigt bästa seniorsäsong sedan 2017/18 då han på 45 grundseriematcher noterades för 26 poäng, varav sju mål.
Den 17 juni 2024 meddelades det att Mamčics lämnat Nové Zámky för spel med seriekonkurrenten HC Energie Karlovy Vary. Den 21 januari 2025 bekräftades det att Mamčics förlängt sitt avtal med Karlovy Vary med ytterligare en säsong. I februari 2025 genomgick han en knäoperation vilken gjorde att han missade sluttampen av grundserien samt inledningen av slutspelet. Han gjorde comeback under andra halvan av mars 2025 där laget slogs ut i kvartsfinalserien mot HC Kometa Brno med 4–2 i matcher.

### Landslag

#### 2013: U18-VM i Ryssland

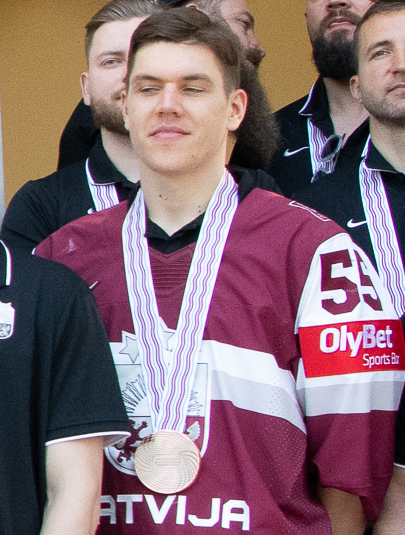
Mamčics i landslagströja 2023.

Mamčics blev uttagen att spela U18-VM 2013 i Ryssland. Laget fick ett tufft mästerskap där man i gruppspelet slutade på femte och sista plats. Man lyckades endast göra tre mål framåt och släppte in totalt 31 mål på fyra matcher. Laget tvingades till utslagsspel mot Slovakien, där man förlorade i två raka matcher (5–2, 2–3) och således degraderades till VM:s Division I A. På sex spelade matcher gick Mamčics poänglös. Utöver detta var han dessutom den som hade sämst plus/minus-statistik (-10) under hela turneringen.

#### Från 2017: A-landslaget
Mamčics gjorde A-landslagsdebut i en träningsmatch mot Norge den 6 april 2018. 2022 blev han uttagen att spela OS i Peking. Laget förlorade samtliga tre matcher i grupp C och tog sig därmed inte till slutspel. Lettland slutade på elfte plats och på dessa tre matcher gick Mamčics poänglös. Några månader senare blev han uttagen att spel sitt första världsmästerskap, i Finland. Laget slutade på femte plats i grupp B och missade även i denna turnering att ta sig till slutspel. Mamčics spelade samtliga sju matcher och gick återigen poänglös.
2023 avgjordes VM i Finland och Lettland. Mamčics spelade sitt andra raka VM. Lettland gjorde ett bra gruppspel och besegrade bland andra både Tjeckien och Schweiz vilket ledde till en tredjeplats i grupp B. I slutspelet slog man sedan ut Sverige i kvartsfinal med 1–3 och kvalificerade sig därmed för första gången för semifinalspel i VM. Man föll i den efterföljande matchen mot Kanada med 4–2, men vann sedan matchen om tredjepris mot USA med 4–3 efter förlängningsspel. Mamčics tilldelades därmed ett VM-brons och på fem spelade matcher gick han poänglös.
Mamčics blev uttagen att spela VM i Tjeckien 2024. I Lettlands VM-premiär mot Polen noterades Mamčics för sitt första A-landslagsmål, på John Murray, då han öppnade Lettlands målskytte i turneringen. Laget slutade på femte plats i grupp B och missade därmed slutspelet. Med tre gjorda mål på sju matcher var Mamčics lagets poängmässigt bästa back. 2025 blev han uttagen att spela sitt fjärde raka VM, som avgjordes i Sverige och Danmark. Laget slutade likt föregående turnering på femte plats, i grupp A. På sju matcher noterades Mamčics för en assistpoäng.

## Statistik

### Klubblag
| 2011–12     | HK Liepājas Metalurgs   | LHHL        | 34  | 5  | 1  | 6  | 18 | 10 | 1 | 1 | 2 | 2  |
| 2012–13     | HK Liepājas Metalurgs   | LHHL        | 15  | 3  | 0  | 3  | 18 | 1  | 0 | 0 | 0 | 4  |
| 2012–13     | HK Liepājas Metalurgs   | MHL B       | 28  | 7  | 9  | 16 | 41 | 10 | 0 | 2 | 2 | 8  |
| 2013–14     | Sputnik Almetievsk      | MHL B       | 38  | 2  | 10 | 12 | 34 | 15 | 0 | 4 | 4 | 14 |
| 2014–15     | MHK Zelenograd          | MHL B       | 56  | 3  | 13 | 16 | 77 | 12 | 0 | 1 | 1 | 4  |
| 2015–16     | Hasle-Løren Idrettslag  | 1. div.     | 35  | 1  | 11 | 12 | 70 | —  | — | — | — | —  |
| 2016–17     | Hasle-Løren Idrettslag  | 1. div.     | 34  | 3  | 6  | 9  | 68 | —  | — | — | — | —  |
| 2016–17     | Lørenskog IK            | Eliteserien | 2   | 0  | 0  | 0  | 0  | —  | — | — | — | —  |
| 2017–18     | HK Liepājas Metalurgs   | LHHL        | 27  | 10 | 16 | 26 | 18 | 5  | 0 | 0 | 0 | 0  |
| 2018–19     | HK Liepājas Metalurgs   | LHHL        | 20  | 7  | 18 | 25 | 28 | —  | — | — | — | —  |
| 2018–19     | Dinamo Riga             | KHL         | 10  | 0  | 0  | 0  | 0  | —  | — | — | — | —  |
| 2019–20     | HK Liepājas Metalurgs   | LHHL        | 2   | 0  | 0  | 0  | 0  | —  | — | — | — | —  |
| 2019–20     | Dinamo Riga             | KHL         | 45  | 2  | 5  | 7  | 14 | —  | — | — | — | —  |
| 2020–21     | HK Zemgale/LBTU         | LHHL        | 4   | 0  | 4  | 4  | 2  | —  | — | — | — | —  |
| 2020–21     | Dinamo Riga             | KHL         | 43  | 1  | 5  | 6  | 45 | —  | — | — | — | —  |
| 2021–22     | Dinamo Riga             | KHL         | 2   | 0  | 0  | 0  | 0  | —  | — | — | — | —  |
| 2021–22     | HK Zemgale/LBTU         | LHHL        | 1   | 0  | 0  | 0  | 0  | —  | — | — | — | —  |
| 2021–22     | PSG Zlín                | Extraliga   | 24  | 0  | 7  | 7  | 33 | —  | — | — | — | —  |
| 2021–22     | Linköping HC            | SHL         | 12  | 0  | 1  | 1  | 6  | —  | — | — | — | —  |
| 2022–23     | HC Nové Zámky           | Extraliga   | 34  | 0  | 9  | 9  | 39 | 5  | 1 | 1 | 2 | 2  |
| 2023–24     | HC Nové Zámky           | Extraliga   | 45  | 7  | 19 | 26 | 59 | —  | — | — | — | —  |
| 2024–25     | HC Energie Karlovy Vary | Extraliga   | 42  | 1  | 5  | 6  | 49 | 4  | 0 | 1 | 1 | 0  |
| LHHL totalt | LHHL totalt             | LHHL totalt | 103 | 25 | 39 | 64 | 88 | 16 | 1 | 1 | 2 | 12 |
| KHL totalt  | KHL totalt              | KHL totalt  | 100 | 3  | 10 | 13 | 59 | —  | — | — | — | —  |

### Internationellt
| År            | Lag           | Turnering     | Matcher | Mål | Assists | Poäng | Utv. |
| ------------- | ------------- | ------------- | ------- | --- | ------- | ----- | ---- |
| 2013          | Lettland      | U18-VM        | 6       | 0   | 0       | 0     | 8    |
| 2022          | Lettland      | OS            | 4       | 0   | 0       | 0     | 0    |
| 2022          | Lettland      | VM            | 7       | 0   | 0       | 0     | 0    |
| 2023          | Lettland      | VM            | 5       | 0   | 0       | 0     | 0    |
| 2024          | Lettland      | VM            | 7       | 3   | 0       | 3     | 4    |
| 2025          | Lettland      | VM            | 7       | 0   | 1       | 1     | 2    |
| Junior totalt | Junior totalt | Junior totalt | 6       | 0   | 0       | 0     | 8    |
| Senior totalt | Senior totalt | Senior totalt | 30      | 3   | 1       | 4     | 6    |